# Pristimera dariense
Pristimera dariense är en benvedsväxtart som beskrevs av A.M.W. Mennega. Pristimera dariense ingår i släktet Pristimera och familjen Celastraceae. Inga underarter finns listade.